# Schrei
Albums de Tokio Hotel
Devilish
(2003) Zimmer 483
(2007)
Singles
Schrei est le premier album du groupe allemand Tokio Hotel. Il est sorti en 2005. Une version où la voix du chanteur a mué est sortie en 2006 sous le nom de Schrei, so laut du kannst.

## Liste des titres
| #   | Titre                          | Auteurs/Compositeurs                                                        | Durée |
| --- | ------------------------------ | --------------------------------------------------------------------------- | ----- |
| 1.  | Schrei                         | Dave Roth, David Jost                                                       | 3:16  |
| 2.  | Durch den Monsun               | Bill Kaulitz, Roth, Patrick Benzner, Jost, Peter Hoffmann                   | 3:56  |
| 3.  | Leb' die Sekunde               | B. Kaulitz, Roth, Benzner, Jost                                             | 3:45  |
| 4.  | Rette mich                     | Roth, Benzner, Jost                                                         | 3:42  |
| 5.  | Freunde bleiben                | Roth, Benzner, Jost                                                         | 3:42  |
| 6.  | Ich bin nicht ich              | Roth, Jost, B. Kaulitz                                                      | 3:47  |
| 7.  | Wenn nichts mehr geht          | B. Kaulitz, Roth, Benzner, Jost                                             | 3:52  |
| 8.  | Laß uns hier raus              | Roth, Benzner, Jost, B. Kaulitz, Tom Kaulitz, Georg Listing, Gustav Schäfer | 3:05  |
| 9.  | Gegen meinen Willen            | B. Kaulitz, T. Kaulitz, G. Listing, G. Schäfer, Roth, Benzner, Jost         | 3:35  |
| 10. | Jung und nicht mehr jugendfrei | B. Kaulitz, T. Kaulitz, G. Listing, G. Schäfer, Roth, Jost                  | 3:21  |
| 11. | Der letzte Tag                 | Roth, Benzner, Jost, B.Kaulitz                                              | 3:50  |
| 12. | Unendlichkeit                  | B. Kaulitz, T. Kaulitz, G. Listing, G. Schäfer                              | 2:27  |

## Liste des titres (Schrei, so laut du kannst)
Comme la voix du chanteur Bill Kaulitz a changé, le groupe a réenregistré les chansons du premier album notamment Schrei, Rette mich et Der letzte Tag.
|     | Titre                          | Auteurs/Compositeurs                                                        | Durée |
| --- | ------------------------------ | --------------------------------------------------------------------------- | ----- |
| 1.  | Schrei                         | Dave Roth, David Jost,                                                      | 3:16  |
| 2.  | Durch den Monsun               | Bill Kaulitz, Roth, Patrick Benzner, Jost, Peter Hoffmann                   | 3:56  |
| 3.  | Leb' die Sekunde               | Bill Kaulitz, Roth, Benzner, Jost                                           | 3:45  |
| 4.  | Rette mich                     | Roth, Benzner, Jost                                                         | 3:42  |
| 5.  | Freunde bleiben                | Roth, Benzner, Jost                                                         | 3:42  |
| 6.  | Ich bin nicht ich              | Roth, Jost, B. Kaulitz                                                      | 3:47  |
| 7.  | Wenn nichts mehr geht          | B. Kaulitz, Roth, Benzner, Jost                                             | 3:52  |
| 8.  | Laß uns hier raus              | Roth, Benzner, Jost, B. Kaulitz, Tom Kaulitz, Georg Listing, Gustav Schäfer | 3:05  |
| 9.  | Gegen meinen Willen            | B. Kaulitz, T. Kaulitz, G. Listing, G. Schäfer, Roth, Benzner, Jost         | 3:35  |
| 10. | Jung und nicht mehr jugendfrei | B. Kaulitz, T. Kaulitz, G. Listing, G. Schäfer, Roth, Jost                  | 3:21  |
| 11. | Der letzte Tag                 | Roth, Benzner, Jost, B.Kaulitz                                              | 3:50  |
| 12. | Unendlichkeit                  | B. Kaulitz, T. Kaulitz, G. Listing, G. Schäfer                              | 2:27  |
| 13  | Beichte                        | Roth, Jost, Benzner                                                         | 3:33  |
| 14  | Schwarz                        | Roth, Jost, Benzner, Hoffmann, B. Kaulitz, T. Kaulitz                       | 3:20  |
| 15  | Thema Nr. 1 — Demo 2003        | Jost, B. Kaulitz, T. Kaulitz, G. Listing, G. Schäfer                        | 3:15  |

## Autres informations
- Beichte n'apparaît que dans la version de 2006 (Schrei, so laut du kannst). Dans la chanson il n'a pas encore mué.
- La chanson Schwarz a été écrite par Tom le guitariste du groupe. Elle n'apparaît que dans la version de 2006 (Schrei, so laut du kannst).

## Charts, certifications et nombres d'exemplaires vendus
| Charts ,  | Meilleure position |
| --------- | ------------------ |
| Autriche  | 1                  |
| Belgique  | 28                 |
| Pays-Bas  | 70                 |
| Finlande  | 36                 |
| France    | 12                 |
| Allemagne | 1                  |
| Espagne   | 78                 |
| Suisse    | 3                  |